# آنتریفتال
آنتریفتال (به آلمانی: Antrifttal) یک شهر در آلمان است که در فگلسبرگکرایس واقع شده‌است. آنتریفتال ۲٬۰۹۴ نفر جمعیت دارد.